# Ex tunc
Ex tunc és una locució llatina que significa "des de llavors" que s'utilitza per referir-se a una acció que té efectes des del mateix moment en què l'acte va tenir origen fent retroacció de la situació jurídica des d'aquell estat anterior. Es contraria a ex nunc que vol dir des d'ara.